# هفتاد و ششمین دوره جشنواره بین‌المللی فیلم ونیز
هفتاد و ششمین دورهٔ جشنوارهٔ بین‌المللی فیلم ونیز از ۲۸ اوت تا ۷ سپتامبر ۲۰۱۹ برگزار 
شد. لوکرسیا مارتل رئیس هیئت داوران جشنواره بود. حقیقت، به کارگردانی هیروکازو کورئیدا، فیلم افتتاحیهٔ جشنواره بود.

## هیئت داوران
رقابت اصلی
- لوکرسیا مارتل (رئیس هیئت داوران)[۳]

## انتخاب رسمی

### بخش مسابقه
فیلم‌های زیر برای رقابت اصلی بین‌المللی انتخاب شدند:
| عنوان                      | عنوان اصلی                             | کارگردان(ها)     | کشور                        |
| -------------------------- | -------------------------------------- | ---------------- | --------------------------- |
| دربارهٔ پایان‌ناپذیری        | Om det oändliga                        | روی آندرشون      | سوئد، آلمان، نروژ           |
| به سوی ستارگان             | Ad Astra                               | جیمز گری         | ایالات متحده                |
| دندان‌های شیری              | Babyteeth                              | شنون مورفی       | استرالیا                    |
| اما                        | Ema                                    | پابلو لارائین    | شیلی                        |
| گلوریا موندی               | Gloria Mundi                           | روبر گدیگیان     | فرانسه                      |
| مهمان افتخاری              | Guest of Honour                        | آتوم اگویان      | کانادا                      |
| قلمرو                      | A herdade                              | تیاگو گیدس       | پرتغال، فرانسه              |
| جوکر                       | Joker                                  | تاد فلیپس        | ایالات متحده                |
| رختشویخانه                 | The Laundromat                         | استیون سودربرگ   | ایالات متحده                |
| مافیا دیگر مانند سابق نیست | La mafia non è più quella di una volta | فرانکو مارسکو    | ایتالیا                     |
| داستان ازدواج              | Marriage Story                         | نوآ بامباک       | ایالات متحده                |
| مارتین ایدن                | Martin Eden                            | پیترو مارسلو     | ایتالیا، آلمان، فرانسه      |
| شهردار ریونه سانیتا        | Il sindaco del Rione Sanità            | ماریو مارتونه    | ایتالیا                     |
| شمارهٔ هفت چری لین          | Jí yuán tāi qī hào (极元胎七号)        | یونفان           | هنگ کنگ                     |
| اتهام                      | J'accuse                               | رومن پولانسکی    | فرانسه                      |
| پرندهٔ رنگ‌شده               | Nabarvené ptáče                        | والا مارهول      | جمهوری چک، اسلواکی، اوکراین |
| کاندیدای عالی              | The Perfect Candidate                  | حیفا المنصور     | عربستان سعودی، آلمان        |
| داستان شنبه                | Lán xīn dà jùyuàn (兰心大剧院)         | لو یه            | چین                         |
| حقیقت                      | La vérité                              | هیروکازو کورئیدا | ژاپن، فرانسه                |
| در انتظار بربرها           | Waiting for the Barbarians             | سیرو گرا         | ایتالیا، ایالات متحده       |
| شبکهٔ زنبور                 | Wasp Network                           | اولیویه آسایاس   | فرانسه، برزیل               |

### خارج از مسابقه
فیلم‌های زیر برای نمایش در بخش خارج از مسابقه انتخاب شدند:
| داستانی           | داستانی                  | داستانی             | داستانی            |
| عنوان             | عنوان اصلی               | کارگردان(ها)        | کشور               |
| ----------------- | ------------------------ | ------------------- | ------------------ |
| بزرگسالان در اتاق | Adults in the Room       | کوستا گاوراس        | فرانسه، یونان      |
| کفر نارنجی سوخته  | The Burnt Orange Heresy  | جوزپه کاپوتوندی     | بریتانیا، ایتالیا  |
| پادشاه            | پادشاه                   | دیوید میشد          | بریتانیا، مجارستان |
| موصل              | Mosul                    | ماتیو مایکل کارنهان | ایالات متحده       |
| سیبرگ             | Seberg                   | بندیکت اندروز       | ایالات متحده       |
| To Live           | Vivere                   | فرانچسکا آرکیبوجی   | ایتالیا            |
|                   | Tutto il mio folle amore | گابریله سالواتورس   | ایتالیا            |

| غیرداستانی            | غیرداستانی                                             | غیرداستانی                           | غیرداستانی             |
| عنوان                 | عنوان اصلی                                             | کارگردان(ها)                         | کشور                   |
| --------------------- | ------------------------------------------------------ | ------------------------------------ | ---------------------- |
| ۴۵ ثانیه خنده         | 45 Seconds of Laughter                                 | تیم رابینز                           | ایالات متحده           |
| شهروند کی             | Citizen K                                              | الکس گیبنی                           | بریتانیا، ایالات متحده |
| شهروند روسی           | Citizen Rosi                                           | دیدی نوکی، کارولینا روسی             | ایتالیا                |
| گروهی                 | Colectiv                                               | الکساندر ناناو                       | رومانی، لوکزامبورگ     |
|                       | I diari di Angela – Noi due cineasti. Capitolo secondo | یروانت گیانیکیان، آنجلا ریچی لوکی    | ایتالیا                |
| پادشاه‌ساز             | The Kingmaker                                          | لورن گرینفیلد                        | ایالات متحده           |
|                       | Il pianeta in mare                                     | دانیله سگر                           | ایتالیا                |
| راجر واترز: ما + آن‌ها | Roger Waters: Us + Them                                | راجر واترز                           | بریتانیا               |
| تشییع جنازهٔ رسمی      | State Funeral                                          | سرگئی لوزنیتسا                       | هلند، لیتوانی          |
| زن                    | Woman                                                  | یان آرتوس برتراند، آناستازیا میکلووا | فرانسه                 |

| نمایش‌های ویژه                                              | نمایش‌های ویژه                                          | نمایش‌های ویژه         | نمایش‌های ویژه            |
| عنوان                                                      | عنوان اصلی                                             | کارگردان(ها)          | کشور                     |
| ---------------------------------------------------------- | ------------------------------------------------------ | --------------------- | ------------------------ |
|                                                            | Electric Swan                                          | کونستانتینا کوتزامانی | فرانسه، یونان، آرژانتین  |
| چشمان کاملاً بسته                                           | Eyes Wide Shut                                         | استنلی کوبریک         | بریتانیا، ایالات متحده   |
| برگشت‌ناپذیر                                                | Irréversible – Inversion intégrale                     | گاسپار نوئه           | فرانسه                   |
| هیچ‌وقت تنها یک رؤیا نبود: استنلی کوبریک و چشمان کاملاً بسته | Never Just a Dream: Stanley Kubrick And Eyes Wide Shut | مت ولز                | بریتانیا                 |
| پاپ جدید (اپیزودهای ۲ و ۷)                                 | The New Pope                                           | پائولو سورنتینو       | ایتالیا، فرانسه، اسپانیا |
| کسی جا نمانده‌است                                           | No One Left Behind                                     | گی‌یرمو آریاگا         | مکزیک                    |
| صفرصفرصفر (اپیزودهای ۱ و ۲)                                | ZeroZeroZero                                           | استفانو سولیما        | ایتالیا                  |

### کلاسیک‌های ونیز
فیلم‌های زیر برای نمایش در بخش کلاسیک‌های ونیز انتخاب شدند:
| فیلم‌های کلاسیک مرمت‌شده                   | فیلم‌های کلاسیک مرمت‌شده           | فیلم‌های کلاسیک مرمت‌شده | فیلم‌های کلاسیک مرمت‌شده |
| عنوان                                    | عنوان اصلی                       | کارگردان(ها)           | کشور                   |
| ---------------------------------------- | -------------------------------- | ---------------------- | ---------------------- |
| تصادف (۱۹۹۶)                             | Crash                            | دیوید کراننبرگ         | کانادا                 |
| زندگی جنایت‌بار آرچیبالدو دلا کروز (۱۹۵۵) | Ensayo de un crimen              | لوئیس بونوئل           | مکزیک                  |
| مرگ یک بوروکرات (۱۹۶۶)                   | La muerte de un burócrata        | توماس گوتییرز آلئا     | کوبا                   |
| خلسه (۱۹۳۳)                              | Extase                           | گوستاف ماخاتی          | چکسلواکی، اتریش        |
| Francisca (۱۹۸۱)                         | Francisca                        | مانوئل دی الیویرا      | پرتغال                 |
| The Grim Reaper (۱۹۶۲)                   | La commare secca                 | برناردو برتولوچی       | ایتالیا                |
| تپه‌های مارلیک                            | تپه‌های مارلیک                    | ابراهیم گلستان         | ایران                  |
| خانه سیاه است (۱۹۶۲)                     | خانه سیاه است (۱۹۶۲)             | فروغ فرخزاد            | ایران                  |
| The Incredible Shrinking Man (۱۹۵۷)      | The Incredible Shrinking Man     | جک آرنولد              | ایالات متحده           |
| Maria Zef (۱۹۸۱)                         | Maria Zef                        | ویتوریو کوتافاوی       | ایتالیا                |
| Mauri (۱۹۸۸)                             | Mauri                            | Merata Mita            | نیوزیلند               |
| نیویورک، نیویورک (۱۹۷۷)                  | New York, New York               | مارتین اسکورسیزی       | ایالات متحده           |
| Out of the Blue (۱۹۸۰)                   | Out of the Blue                  | دنیس هاپر              | کانادا، ایالات متحده   |
| The Red Snowball Tree (۱۹۷۳)             | Kalina krasnaya (Калина красная) | واسیلی شوکشین          | شوروی                  |
| Sodrásban (۱۹۶۴)                         | Sodrásban                        | István Gaál            | مجارستان               |
| The Spider's Stratagem (۱۹۷۰)            | Strategia del ragno              | برناردو برتولوچی       | ایتالیا                |
| Tiro al piccione (۱۹۶۱)                  | Tiro al piccione                 | جولیانو مونتالدو       | ایتالیا                |
| فردا نوبت من است (۱۹۶۰)                  | Le Passage du Rhin               | آندره کایات            | فرانسه، آلمان، ایتالیا |
| Way of a Gaucho (۱۹۵۲)                   | Way of a Gaucho                  | ژاک تورنر              | ایالات متحده           |
| شیخ سفید (۱۹۵۲)                          | Lo sceicco bianco                | فدریکو فلینی           | ایتالیا                |

## بخش‌های مستقل

### هفتهٔ منتقدان بین‌المللی
فیلم‌های زیر برای سی و چهارمین هفتهٔ منتقدان بین‌المللی ونیز (ایتالیایی: Settimana Internazionale della Critica) انتخاب شدند:
| مسابقه         | مسابقه          | مسابقه               | مسابقه                                 |
| عنوان          | عنوان اصلی      | کارگردان(ها)         | کشور                                   |
| -------------- | --------------- | -------------------- | -------------------------------------- |
| این همه پیروزی | Jeedar el sot   | احمد غصین            | لبنان، فرانسه، قطر                     |
| پارتنون        | Partenonas      | Mantas Kvedaravičius | لیتوانی، اوکراین، فرانسه               |
| شاهزاده        | El príncipe     | Sebastian Muñoz      | شیلی، آرژانتین، بلژیک                  |
|                | Psykosia        | Marie Grahtø         | دانمارک، فنلاند                        |
|                | Rare Beasts     | بیلی پایپر           | بریتانیا                               |
| Scales         | Sayidat al Bahr | Shahad Ameen         | امارات متحدهٔ عربی، عراق، عربستان سعودی |
|                | Tony Driver     | Ascanio Petrini      | ایتالیا، مکزیک                         |

| رویدادهای ویژه – خارج از مسابقه | رویدادهای ویژه – خارج از مسابقه | رویدادهای ویژه – خارج از مسابقه | رویدادهای ویژه – خارج از مسابقه |
| عنوان                           | عنوان اصلی                      | کارگردان(ها)                    | کشور                            |
| ------------------------------- | ------------------------------- | ------------------------------- | ------------------------------- |
|                                 | Bombay Rose (فیلم افتتاحیه)     | Gitanjali Rao                   | هند، بریتانیا، فرانسه           |
|                                 | Sanctorum (فیلم اختتامیه)       | Joshua Gil                      | مکزیک، جمهوری دومینیکن، قطر     |

### روزهای ونیز
فیلم‌های زیر برای شانزدهمین دورهٔ بخش روزهای ونیز (ایتالیایی: Giornate degli Autori) انتخاب شدند:
| انتخاب رسمی                     | انتخاب رسمی                            | انتخاب رسمی         | انتخاب رسمی                     |
| عنوان                           | عنوان اصلی                             | کارگردان(ها)        | کشور                            |
| ------------------------------- | -------------------------------------- | ------------------- | ------------------------------- |
| 5 is the Perfect Number         | ۵ è il numero perfetto                 | Igort               | ایتالیا، بلژیک، فرانسه          |
| Arab Blues                      | Un divan à Tunis                       | Manele Labidi Labbé | تونس، فرانسه                    |
| Beware of Children              | Barn                                   | Dag Johan Haugerud  | نروژ، سوئد                      |
| A Bigger World                  | Un monde plus grand                    | Fabienne Berthaud   | فرانسه، بلژیک                   |
| Corpus Christi                  | Boże Ciało                             | یان کوماسا          | لهستان، فرانسه                  |
| Lingua Franca (فیلم افتتاحیه)   |                                        | Isabel Sandoval     | ایالات متحده، فیلیپین           |
| The Long Walk                   | Bor Mi Vanh Chark (ບໍ່ມີວັນຈາກ)            | Mattie Do           | لائوس                           |
| Only the Animals                | Seules les bêtes                       | Dominik Moll        | فرانسه، آلمان                   |
|                                 | You Will Die at 20                     | Amjad Abu Alala     | سودان، فرانسه، مصر، آلمان، نروژ |
| They Say Nothing Stays the Same | Aru sendo no hanashi (ある 船頭 の 話) | جو اوداگیری         | ژاپن                            |
| The Weeping Woman               | La Llorona                             | Jayro Bustamante    | گواتمالا، فرانسه                |

| خارج از مسابقه                      | خارج از مسابقه        | خارج از مسابقه | خارج از مسابقه |
| عنوان                               | عنوان اصلی            | کارگردان(ها)   | کشور           |
| ----------------------------------- | --------------------- | -------------- | -------------- |
| Time of the Untamed (فیلم اختتامیه) | Les chevaux voyageurs | Bartabas       | فرانسه         |

| رویدادهای ویژه              | رویدادهای ویژه                    | رویدادهای ویژه                 | رویدادهای ویژه   |
| عنوان                       | عنوان اصلی                        | کارگردان(ها)                   | کشور             |
| --------------------------- | --------------------------------- | ------------------------------ | ---------------- |
|                             | Burning Cane                      | Phillip Youmans                | ایالات متحده     |
|                             | House of Cardin                   | P. David Ebersole, Todd Hughes | ایالات متحده     |
|                             | Mondo Sexy                        | Mario Sesti                    | ایتالیا          |
| My Brother Chases Dinosaurs | Mio fratello rincorre i dinosauri | Stefano Cipani                 | ایتالیا، اسپانیا |
|                             | Il prigioniero                    | Federico Olivetti              | ایتالیا          |
|                             | Scherza con i fanti               | Gianfranco Pannone             | ایتالیا          |

| داستان‌های زنان میو میو | داستان‌های زنان میو میو | داستان‌های زنان میو میو | داستان‌های زنان میو میو |
| عنوان                  | عنوان اصلی             | کارگردان(ها)           | کشور                   |
| ---------------------- | ---------------------- | ---------------------- | ---------------------- |
|                        | #17 Shako Mako         | Hailey Gates           | ایتالیا، ایالات متحده  |
|                        | #18 Brigitte           | لین رمزی               | ایتالیا، بریتانیا      |

## جوایز

### انتخاب رسمی
مسابقه
- شیر طلایی: جوکر، اثر تاد فلیپس
- جایزه بزرگ هیئت داوران: افسر و جاسوس، اثر رومن پولانسکی
- شیر نقره‌ای: روی آندرشون برای درباره پایان‌ناپذیری
- جام ولپی بهترین بازیگر زن: آریان آسکارید برای گلوریا موندی
- جام ولپی بهترین بازیگر مرد: لوکا مارینلی برای مارتین ایدن
- جایزهٔ بهترین فیلمنامه: چری لین شمارهٔ ۷، اثر یونفان
- جایزه ویژه هیئت داوران: مافیا دیگر مانند سابق نیست، اثر فرانکو مارسکو
- جایزه مارچلو ماسترویانی: توبی والاس برای دندان‌های شیری

افق‌ها (Orizzonti)
- بهترین فیلم: آتلانتیس اثر والنتین واسیانوویچ
- بهترین کارگردان: تئو کورت برای سفید روی سفید
- جایزهٔ ویژهٔ هیئت داوران: حکم اثر ریموند ریباس گوئتیرز
- بهترین بازیگر زن: مارتا نیتو برای مادر
- بهترین بازیگر مرد: سامی بواجیله برای یک پسر
- بهترین فیلمنامه: بازگشت برای جسیکا پلود
- جایزهٔ افق‌ها برای بهترین فیلم کوتاه: عزیز برای سم صدیق

شیر آینده
- جایزهٔ لوییجی دی لورنتیسِ بهترین فیلم اول: در بیست سالگی خواهی مرد اثر امجد ابوالعلا

جوایز ونیز کلاسیک
- بهترین مستند دربارهٔ سینما: بابنکو:بگو من کی می‌میرم
- بهترین فیلم ترمیم‌شده: خلسه (۱۹۳۳)

جوایز ویژه
- شیر طلایی یک عمر دستاورد: پدرو آلمودوار و جولی اندروز